# Ernest Pignon-Ernest

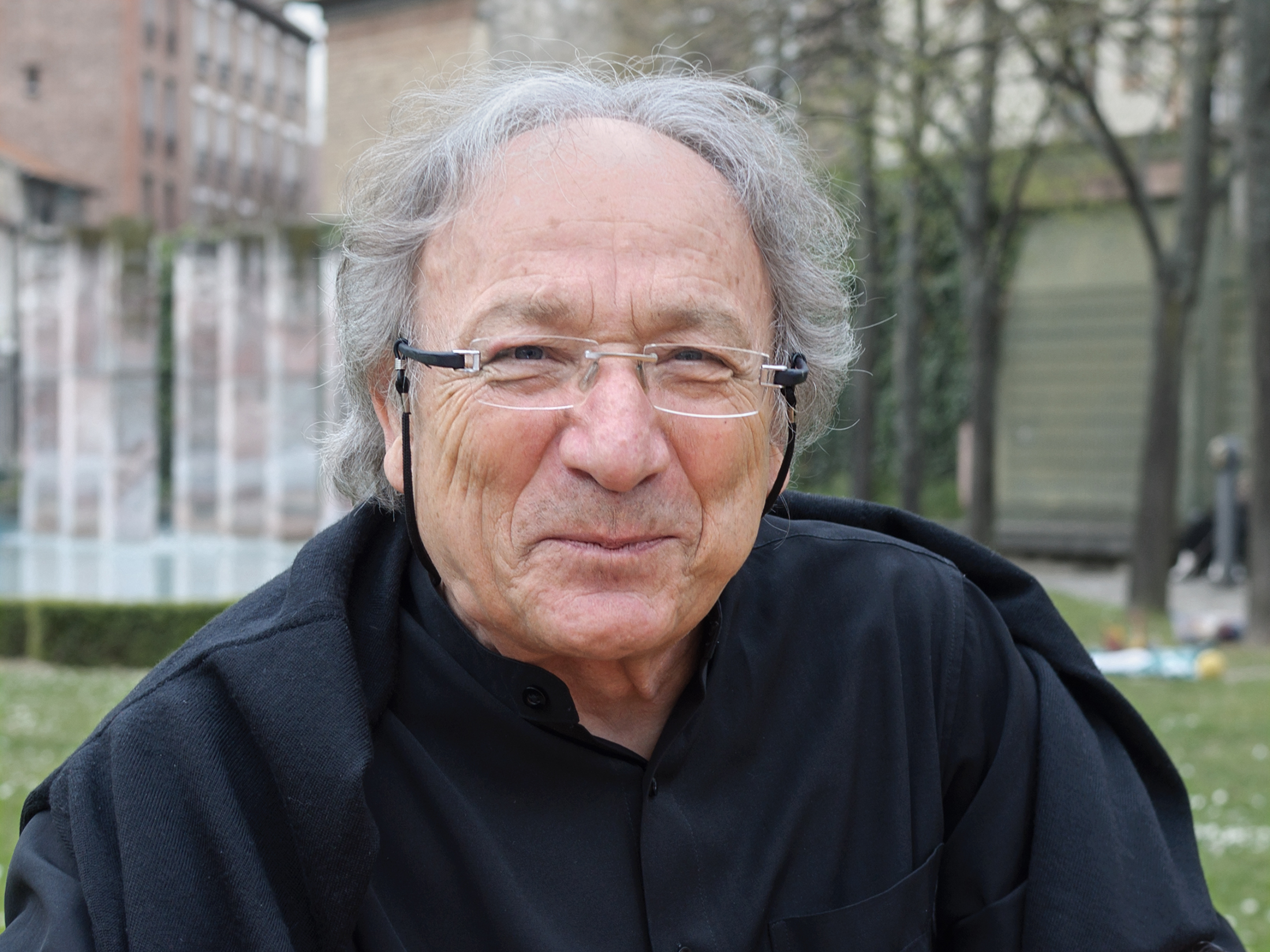
Ernest Pignon-Ernest in 2014

Ernest Pignon-Ernest (echte naam Ernest Pignon) (Nice, 23 februari 1942) is een Frans beeldend kunstenaar.
In de jaren 1960 debuteert hij met collages. Hij geldt als een voorloper van de street art. Hij creëert grote afbeeldingen in situ door het kleven van zeefdrukken. Hij geldt als een sociaal geëngageerd artiest. Bekende projecten van Ernest Pignon-Ernest zijn:
- La Commune (1971) was zijn eerste grote project  met zeefdrukken waar Ernest Pignon-Ernest muren in Parijs versierde ter ere van de honderdste verjaardag van de Parijse Commune.
- Jumelage Nice - Le Cap (1974) was een aanklacht tegen de apartheid in Nice ter gelegenheid van de stedenband tussen Nice en Kaapstad.
- Rubens (1982) was een hommage aan Peter Paul Rubens in Antwerpen.
- Pasolini (2015) idem aan Pier Paolo Pasolini in Napels.

Het werk van Ernest Pignon-Ernest maakte onderwerp uit van een retrospectieve van de Botanique in Brussel van 13 december 2018 tot 10 februari 2019.
- Bibsys: 90607437
- Biblioteca Nacional de España: XX5631467
- Bibliothèque nationale de France: cb119197992 (data)
- CiNii: DA13365716
- Gemeinsame Normdatei: 119213737
- International Standard Name Identifier: 0000 0001 2096 6847
- Library of Congress Control Number: n79140806
- MusicBrainz: 31ecc720-d159-4451-ad9c-b9f7ef9020cf
- Nationale Bibliotheek van Israël: 987007436713905171
- Nationale en Universitaire bibliotheek Zagreb: 000312542
- Nederlandse Thesaurus van Auteursnamen: 145725014
- PIC: 313457
- Réseau des bibliothèques de Suisse occidentale: 02-A003694276
- RKD-Nederlands Instituut voor Kunstgeschiedenis: 264685
- SNAC: w6qz34s3
- Système universitaire de documentation: 027354768
- Union List of Artist Names: 500019910
- Virtual International Authority File: 95803619
- WorldCat: E39PBJvRQBRq8bPtXTfCMdJqwC